# Whakapapa
Il whakapapa [ˈɸakaˌpapa], o genealogia, è il principio fondamentale che permea l'intera cultura Maori. È tuttavia più di una semplice struttura genealogica: è anche un paradigma del dialogo culturale, che costituisce la base per stabilire, migliorare e perfino mettere in discussione le relazioni tra le whānau (famiglie), le hapu (gruppi tribali locali) e le iwi (gruppi tribali estesi).

## Dichiarazione d'identità personale
La recita del whakapapa è elemento cruciale nello stabilire l'identità personale. La formula "ko (nome) au", "io sono (nome)" è in effetti una dichiarazione personale ma che incorpora per implicazione oltre 25 generazioni di antenati. Gli specialisti nel whakapapa sono in grado di ricostruire e declamare le origini non solo lungo molte generazioni in senso lineare, ma anche attraverso le stesse nei rami collaterali.

## Legame con gli antenati
Alcuni studiosi hanno stabilito un'equivalenza fra questa sorta di "attività" genealogica e il culto degli antenati. La maggior parte dei Māori vi vedrebbe probabilmente una forma di rispetto per gli antenati. Tribù e sottotribù recano per lo più il nome di un ascendente (indifferentemente uomo o donna): per esempio, Ngāti Kahungunu vuol dire "discendenti di Kahungunu", un celebre capo vissuto prevalentemente nell'attuale regione di Hawke's Bay).

## Corrispondenze semantiche
Alcuni concetti naturali hanno anche un secondo significato genealogico. Per esempio le citate parole iwi, hapu e whanau possono anche tradursi rispettivamente "ossa", "gravida" e "generare". La premiata scrittrice Māori Keri Hulme, ha intitolato il suo romanzo più famoso The Bone People: un titolo direttamente legato al duplice significato della parola iwi, nel senso di "osso" e di "popolo (tribale)".
La maggior parte dei discorsi solenni (whaikorero) inizia con l'espressione "nasale" Tihei Mauriora! Essa si traduce "starnuto della vita". In questo modo l'oratore (il cui "starnuto" richiama un neonato che sgombera le vie aeree per compiere il primo atto respiratorio) annuncia che il discorso è iniziato, e che le sue "vie aeree" sono sgombre abbastanza da poter tenere un'orazione adeguata.

## Il whakapapa e il suo ruolo nel sistema di sanità psichiatrica
Il whakapapa è definito come "discendenza genealogica di tutte le cose viventi dagli dèi fino al momento presente". Poiché tra i Māori le cose viventi includono i minerali, e si ritiene che le montagne possiedano il whakapapa, esso è inoltre definito come "la base dell'organizzazione del sapere riguardo alla creazione e allo sviluppo di tutte le cose".
Pertanto, il whakapapa implica anche uno stretto legame alla terra e alle radici degli antenati. Al fine di ricostruire il whakapapa è indispensabile identificare il luogo in cui ha avuto inizio il retaggio ancestrale; e "non si può ricostruirlo oltre". "Il whakapapa ricollega tutti alla terra, e al mare, e al cielo, e all'universo esterno, perciò gli obblighi del whanaungatanga si estendono al mondo fisico e a tutto ciò che contiene".
Mentre le organizzazioni sanitarie familiari e comunitarie possono richiedere i particolari del whakapapa nell'ambito dell'esame del paziente, è preferibile in genere che il whakapapa sia comunicato volontariamente dalla whanau, se non ha problemi a farlo. Di solito, i particolari non sono richiesti fintanto che attraverso l'identificazione dell'iwi si possono ottenere informazioni sufficienti. I casi in cui può essere richiesto il whakapapa includono le ipotesi di adozione o situazioni in cui le informazioni possono risultare utili alla salute e al benessere del paziente.